# گوترا (نسب)
گوترا (انگلیسی: Gotra)، در هندوئیسم اصطلاح «گوترا» (زبان سانسکریت: गोत्र) معادل  نسب در نظر گرفته شده است. به‌طور کلی به افرادی اطلاق می‌شود که از نسلی ناگسستنی مذکر از اجداد مشترک مذکر یا پدرتباری هستند. به‌طور کلی، گوترا یک واحد برون‌همسری را تشکیل می‌دهد که ازدواج در همان گوترا به عنوان زنا با محارم تلقی می‌شود و عرف آن را ممنوع کرده است. نام گوترا را می‌توان به عنوان نام خانوادگی استفاده کرد، اما با نام خانوادگی متفاوت است و به دلیل اهمیت آن در ازدواج در میان هندوها، به ویژه در میان کاست‌ها، به شدت حفظ می‌شود.